# テラジマアーキテクツ
株式会社テラジマアーキテクツ（英: TERAJIMA ARCHITECTS Co.,Ltd.）は、東京都目黒区に本社を置く企業である。東京都、神奈川県を中心にシンプルモダン、和モダンテイストを柱としたデザインの注文住宅の設計・施工を行っている会社。「光と風」をテーマに、住み心地とデザインにもこだわった家づくりを設計ポリシーとしている。

## 概要

### 家づくりへのこだわり
設計事務所を兼ね備えた工務店として、デザイン性が高く、個性溢れる注文住宅を一棟一棟提供し続けている。創業以来培ってきた、確かな技術力を持つ建築家集団として多くの人から幅広く認知され、完全自社設計・施工の一貫した体制を確立している。

### 家づくりの進め方
プラニングはゼロの状態から施主と共に理想を一つ一つ丁寧に形にして提案。型にはまらない、世界でたった一つの家が欲しいという要望に応えることができる。CGパースによる分かりやすい提案や建築中の現場案内、OB宅訪問なども行い、納得の家づくりを進めている。

## 沿革
- 1958年（昭和33年）10月 - 東京都世田谷区において創業者 寺島由巳 が寺島工務店を開業
- 1966年（昭和41年）3月 - 職業訓練指導員免許取得
- 1976年（昭和51年）11月 - 東京都府中市紅葉丘3-9-3 に移転
- 1992年（平成4年）2月 - 東京建築士会 正会員
- 1992年（平成4年）11月 - 創業者 寺島由巳　勇退、現社長 寺島 茂　事業継承
- 1993年（平成5年）12月 - 寺島工務店　一級建築士事務所

寺島茂建築設計事務所 開設
- 1994年（平成6年）3月 - 資本金1,000蔓延にて会社設立
- 1994年（平成6年）6月 - 東府中営業所開設
- 1996年（平成8年）5月 - トータルハウジング友の会 入会
- 1997年（平成9年）9月 - 住宅性能保証制度 登録
- 1999年（平成11年）10月 - SE構法登録施工店 登録
- 2000年（平成12年）6月 - ホームページ開設
- 2001年（平成13年）7月 - OZONE 住宅づくり支援事業「工務店選び」参画
- 2001年（平成13年）10月 - ソーラーサーキット 特約工務店契約
- 2001年（平成13年）12月 - JIO登録ビルダー登録
- 2002年（平成14年）6月 - 住宅完成保証制度 登録
- 2002年（平成14年）7月 - クラボウ「恵の家」施工指定店認定

全棟　外断熱工法標準化
- 2003年（平成15年）10月 - 株式会社 テラジマ アーキテクツ に社名変更

株式会社 テラジマ アーキテクツ 寺島茂一級建築士事務所　に設計事務所名変更
- 2003年（平成15年）12月 - 住宅性能表示制度設計及び建設性能評価取得
- 2007年（平成19年）1月 - テラジマアーキテクツ総会「建心会」を発足

## 事業所
- 駒沢オフィス（東京都目黒区）
- 青山オフィス（東京都港区）

## 施工可能エリア
東京都、神奈川県横浜市・川崎市

## 構造・工法
SE構法・在来軸組工法、鉄筋コンクリート造での施工が可能。
特にSE構法による「重量木骨の家」を採用することで、大空間でありながら
耐震性にも優れた住宅を実現している。

## メディア
- 建物図鑑　「光と風と水の家」#15 （2012年7月8日 放送）[7]